# Pinte Patrik
Pinte Patrik (Dunaszerdahely, 1997. január 6. –) szlovákiai magyar labdarúgó, aki jelenleg a Budapest Honvéd játékosa.

## Pályafutása

### Klubcsapatokban
A GBS Šamorín, a Šamorín, az ŠK Senec és a Slovan Bratislava csapataiban nevelkedett. 2016-ban felkerült a Slovan Bratislava második csapatába, majd május 16-án az FC Tatran Prešov ellen bemutatkozott. Júniusban Samuel Šefčík, Juraj Kotula, Dominik Greif, Adam Laczkó, Denis Potoma és Frederik Valach társaságában profi szerződést kapott a klubtól. 2017. február 19-én bemutatkozott a felnőttek között a Tatran Prešov csapata ellen, csakúgy mint a tartalékok között. Június 19-én a Szombathelyi Haladás saját honlapján jelentette be, hogy szerződtették. 2019 januárjában kölcsönbe került a KFC (Komárom) csapatához a szezon további részére. A 2019–20-as szezont is a együttesnél töltötte, ugyancsak kölcsönben.
2022–23-ban a Zlaté Moravce színeiben Szlovákiában játszott az élvonalban.
A 2023–24-es idényben az KolorCity Kazincbarcika együttesében játszott, ahol 31 bajnoki mérkőzésen 8 gólt szerzett.
2024. június 26-án bejelentették, hogy a Nyíregyháza Spartacushoz igazolt, hároméves szerződést kötött.

## Családja
Édesapja, Pinte Attila a Ferencváros korábbi szlovák válogatott labdarúgója.

## Sikerei, díjai
- Slovan Bratislava
  - Szlovák kupa: 2016–17